# Kostel svatého Martina (Čáslavice)
Kostel svatého Martina je římskokatolický farní kostel v obci Čáslavice v okrese  Třebíč zasvěcený svatému Martinovi. Je chráněn jako kulturní památka České republiky.Je farním kostelem čáslavickécké farnosti.

## Historie
Postaven byl zřejmě na okraji středověkého tvrziště, ze kterého zůstaly valy. Ke kostelu patřilo torzo hranolové stavby, dnes se používá jako márnice. Jádro kostela pochází z roku 1200, kněžiště bylo asi roku 1350 nahrazeno větší přístavbou s hranolovou věží. Roku 1703 byla přistavěna větší loď a opraven kostel, který byl po požáru roku 1681 v chatrném stavu. V 60. letech 18. století byla loď zaklenuta, zvětšena její okna, vestavěna hudební kruchta, proražen západní vstup do věže a přistavěna předsíň.

## Galerie

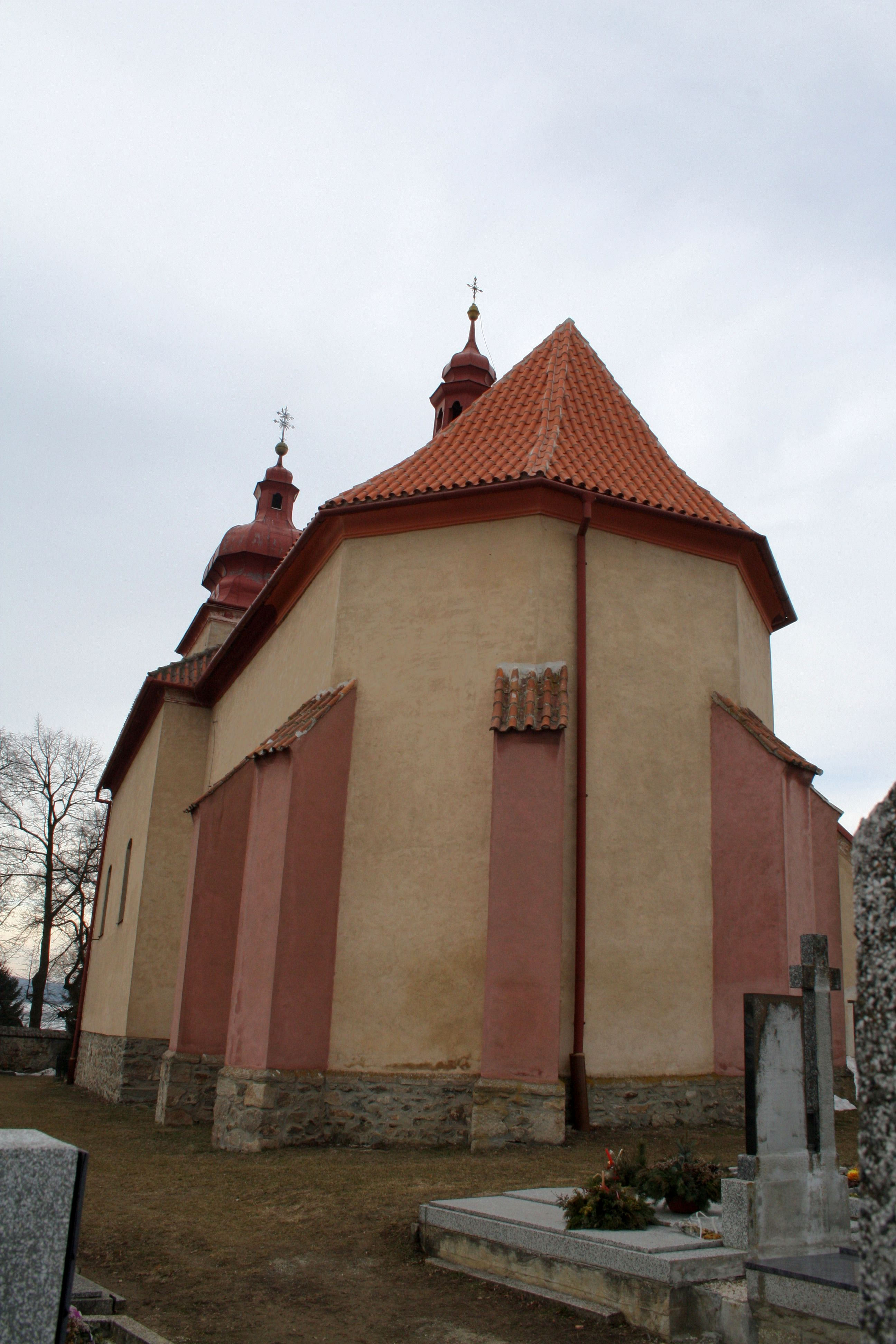
Kostel zezadu
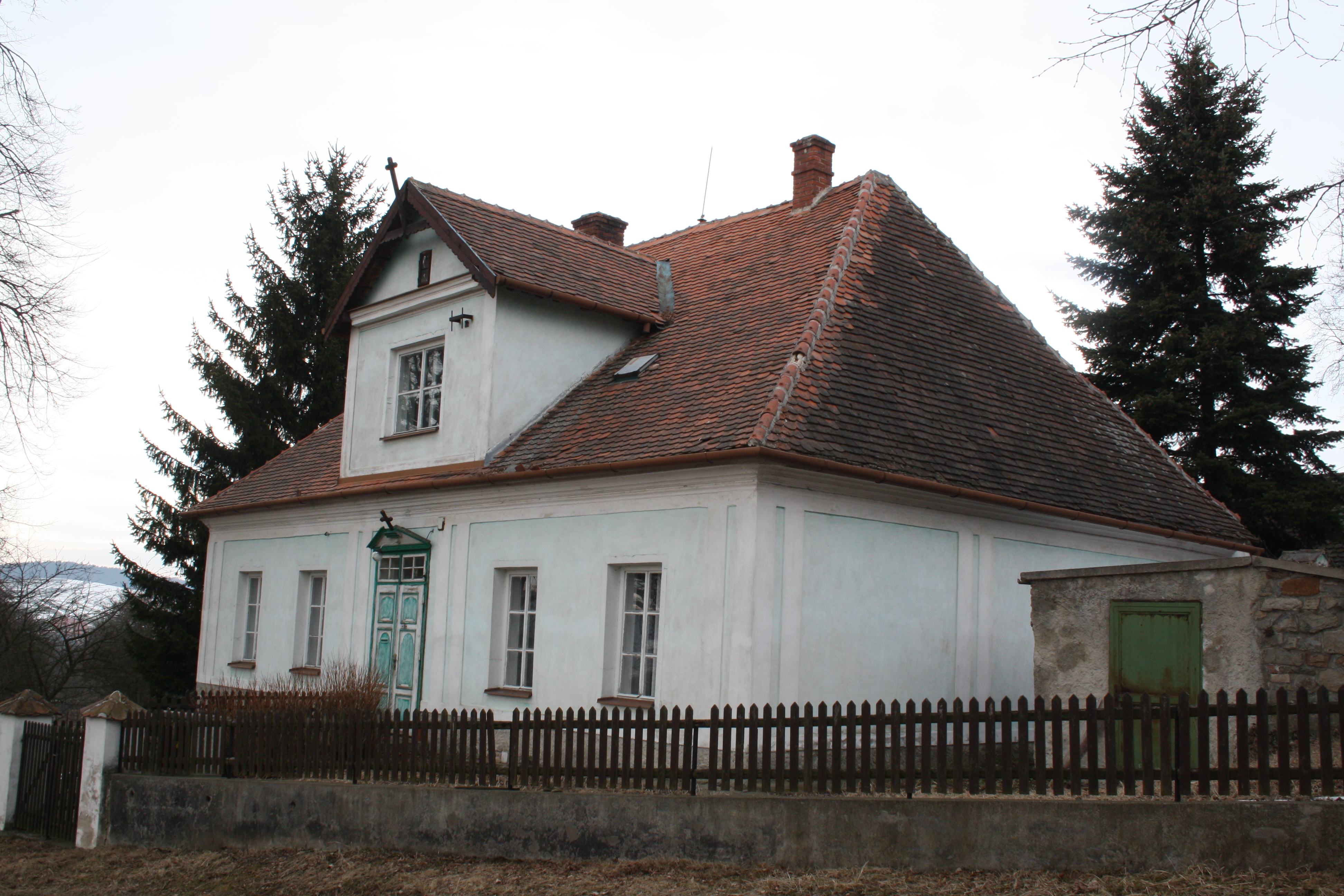
Fara